# Caranx caninus
Caranx caninus е вид бодлоперка от семейство Carangidae. Видът не е застрашен от изчезване.

## Разпространение и местообитание
Разпространен е в Гватемала, Еквадор, Колумбия, Коста Рика, Мексико, Никарагуа, Панама, Перу, Салвадор, САЩ и Хондурас.
Обитава крайбрежията и пясъчните дъна на сладководни и полусолени басейни, океани, морета, заливи, лагуни, рифове, реки и потоци в райони с тропически, умерен и субтропичен климат. Среща се на дълбочина от 0,2 до 154 m, при температура на водата около 23,2 °C и соленост 34,4 ‰.

## Описание
На дължина достигат до 1 m, а теглото им е максимум 17,7 kg.